# Alfred Meebold
Alfred Karl Meebold (Heidenheim am Brenz, 1863. szeptember 24. – Havelock North, Északi-sziget, Új-Zéland, 1952. január 6.) német botanikus, író, antropozófus.

## Élete
Édesapjának, Robert Meeboldnak (1826–1902) karton-manufaktúrája volt, mely mesterséget a családi tradíció alapján az ifjú Alfrednak is ki kellett tanulnia. 16 évesen gyakornokként már végigjárta a svájci, francia és angol gyárakat, és ezzel kezdte el több mint hatvan évig tartó hosszú utazás-sorozatát. Európa legjobb iskoláin és egyetemein tanulhatott. Fiatal korában háromszor járt Indiában.

### Botanikus
Ismert botanikus volt, új fajok tucatjait fedezte fel, ezek közül több, például az Acacia meeboldii, a Darwinia meeboldii, a Geranium meeboldii viselik nevét. A botanika mellett filozófiát, művészetet, pszichológiát, teozófiát, antropozófiát tanult.

### Író
Írt is. Verseskötetei egész sor olyan költeményt tartalmaznak, amelyek a tündérek és az angyalok közötti úton (Zwischen Elf und Engel) a növényi lét legrejtelmesebb vonásairól tudósítanak.
Életének első 49 esztendejét öleli föl önéletrajza: Der Weg zum Geist (A szellemhez vezető út), mely sok embernek adott inspirációt, és ad ma is, közel száz esztendővel megjelenése után is.

### Antropozófus
56 éves volt, amikor 1919-ben közreműködött Rudolf Steiner Aufruf an die Deutsche Volk und an die Kulturwelt (Felhívás a német néphez és a kultúrvilághoz) című, a hármas tagozódású társadalom eszméjét tartalmazó, a tartós európai béke megteremtésére alkalmas egyetlen iniciatívának a terjesztésében. Ezt csaknem száz németajkú közéleti személyiség írta alá – többek között Hermann Hesse író és Arthur Polzer-Hoditz, Károly császár kabinetfőnöke –, de végül ez az erőfeszítésük kudarcba fulladt.
63 éves korában – és még sokszor – járt Magyarországon, Nagy Emilék házában, az első magyarországi Waldorf-iskolának helyet adó épületben, ahol rendszeresen konzultáltak az Általános Antropozófiai Társaság elnöke, Albert Steffen, valamint Ludwig Polzer-Hoditz grófja, Otto Fränkl-Lundborg, Günter Wachsmuth társaságában. Meebold csak ritkán tartott előadást, és ha igen, azt is kelletlenül. Minden próbálkozás, ami arra irányult, hogy őt szónoki emelvényre juttassa, kevés sikerrel járt. Ezek egyike volt egy hat részből álló előadás-ciklus, melyet 1931 októberében tartott Bécsben.
Később a „szellemi nagykövet” szerepét töltötte be Európa és Ausztrália között. Ahol járt, szóban terjesztette az antropozófiát. Úgy utazott Dornachból Új-Zélandba, ahogyan mi Budapestről Bécsbe.
77. életéve küszöbén, 1939-ben, a "Botanische Wandersmann", a Botanikus Vándor ismét meghívást kapott Új-Zélandra. Röviddel a háború kitörése előtt örökre elhagyta Heidenheimet, Európát és a barátait.
Kéziratban maradt emlékirataiból is merítve írta meg Nagy Emilné dr. Göllner Mária Dialog der Hemispheren c. művét – melynek csaknem teljes szövege ma már magyarul is olvasható a Michaeliták c. kötetben –, és azt Alfred Meebold és szülővárosa, Heidenheim emlékének szentelte.

## Emlékezete
2002-ben a heidenheimi Hellenstein kastélymúzeumban megnyílt az Alfred Meebold hindu és buddhista műkincseiből összegyűjtött kiállítás.

## Főbb művei

### Könyv
- Luzie’s Testament, novellák (cc1895–1898)
- Vox Humana, novellák (cc1895–1898)
- Das Erwachen der Seele, regény (1907)
- Sarolta, regény (1908)
- Indien, útirajz (1908)
- Der Weg zum Geist, önéletrajz (1917, 1920)
- Der botanische Wandersmann, költemények (1920)
- Irrmansdorf, regény (1920)
- Hotel Mooswald, regény (1928)
- Zwischen Elf und Engel, költemények (1933)

### Egyéb
1931 októberében, Bécsben tartott 6 előadása (Kurs zur Einführung in die Anthroposophie Rudolf Steiners), Bevezetés Rudolf Steiner antropozófiájába magyar fordításban is olvasható.

## Magyarul
- Bevezetés Dr. Steiner Rudolf antropozófiájába; Vörösváry lith., Bp., 1937
- Bevezetés dr. Rudolf Steiner antropozófiájába; szerk. F. Boskovitz Mária; Mandala Könyvek, Bp., 2021

### Egyéb
- Robert Meebold